# Herbert Ladda
Herbert Ladda († vor 1946) war in den 1930er-Jahren ein deutscher Tischtennis-Nationalspieler.

## Leben und Wirken
Herbert Ladda wurde 1930 für die Individualwettbewerbe der Tischtennisweltmeisterschaft nominiert. Er spielte beim Verein Kieler TTK Grün-Weiß. Mit dessen Herrenmannschaft siegte er bei der 1933 erstmals ausgetragenen Deutschen Mannschaftsmeisterschaft, 1933/34 wurde er mit dem Gau Normark Gaumeister. 
Von 1933 bis 1936 fungierte er als Kreiswart für den Bereich Kiel.
Herbert Ladda arbeitete während des Krieges für verschiedene Zeitungen als Kriegsberichterstatter. Er gilt als verschollen im 2. Weltkrieg.